# 万里小路正房
万里小路 正房（までのこうじ なおふさ）は、江戸時代後期の公卿。権大納言・万里小路建房の子。官位は従三位・権大納言。万里小路家24代当主。

## 経歴
京都で誕生。初め寿房と名乗った。
文政3年（1820年）叙爵。弁官、蔵人頭を歴任し、天保9年（1838年）参議、天保12年（1841年）従三位に昇進し、また嘉永元年（1848年）権中納言となる。
嘉永6年（1853年）議奏となって以後、朝幕関係の朝廷に奔走する事となり、安政2年（1855年）アメリカ・イギリス・ロシアとの和親条約の謄本を受理する。安政4年（1857年）権大納言となり、翌年には公武合体を唱え、また条約勅許問題や将軍継嗣問題において朝幕間の調停に努めた。さらに武家伝奏となり、水戸藩への密勅降下にも関与するが、九条尚忠の独断専行に関与したとして権大納言を辞職する。同年、二条斉敬・近衛忠房・広橋光成と共に江戸に降り、江戸幕府14代将軍となった徳川家茂に将軍宣下を行った。安政6年（1859年）安政の大獄で処分の対象となるも、あらかじめ武家伝奏を辞職したために謹慎30日に減刑された。同年、薨去した。享年58。日記に「正房卿記」がある。

## 系譜
- 父：万里小路建房
- 母：勧修寺経逸娘
- 妻：藤波寛忠の娘
  - 長男：万里小路博房
- 生母不明の子女
  - 八男：万里小路正秀（1858－1914） - 明治天皇の稚児として出仕し、13歳から10年間ロシア貴族のもとに留学したのち、式部官,主猟官などを歴任し、1885年に分家して男爵となり(1887)、晩年は大膳頭も務めた[2]。正秀はロシア人女性マリア・バユノフ[信頼性要検証]と結婚したが離婚し（日本では結婚申請が不許可となった）[3][4]、野村靖の娘久子と再婚し長男・万里小路元秀（1891-1975）をもうけるも離婚（久子は本野一郎と再婚）。後妻との娘ソデは猪野毛利栄に嫁ぐ。元秀の妻・糸子は大川平八郎の姪[5]。